# Phoneyusa bettoni
Phoneyusa bettoni é uma espécie de aranha pertencente à família Theraphosidae (tarântulas).